# Tann (Bayern)
Tann (Bayern) este o comună-târg din districtul Rottal-Inn, regiunea administrativă Bavaria Inferioară, landul Bavaria, Germania.